# Cumberland Lake
Cumberland Lake är en sjö i Kanada.   Den ligger i provinsen Saskatchewan, i den centrala delen av landet, 2 100 km väster om huvudstaden Ottawa. Cumberland Lake ligger 263 meter över havet.
Trakten runt Cumberland Lake är nära nog obefolkad, med mindre än två invånare per kvadratkilometer.